# 山の田駅
山の田駅（やまのたえき）は、長崎県佐世保市春日町にある松浦鉄道西九州線の駅である。

## 歴史
- 1920年（大正9年）10月7日：佐世保鉄道が左石 - 上佐世保間（国有化後改軌工事に伴い廃止）開通時に山ノ田駅を開設[3]。
- 1936年（昭和11年）10月1日：佐世保鉄道国有化により、鉄道省松浦線の駅となる[3]。
- 1943年（昭和18年）8月30日：改軌工事に伴う路線切替時に廃止[3]。
- 1990年（平成2年）3月10日：現在の松浦鉄道山の田駅が開設[1][2]。

## 駅構造
単式ホーム1面1線を有する地上駅である。無人駅で、待合室兼用駅舎は時計台をイメージしたデザインである。

## 利用状況
2023年度の1日平均乗降人員は108人である。
| 年度               | 1日平均 乗降人員 |
| ------------------ | ---------------- |
| 2019年（令和元年） | 100              |
| 2020年（令和02年） | 83               |
| 2021年（令和03年） | 86               |
| 2022年（令和04年） | 100              |
| 2023年（令和05年） | 108              |

## 駅周辺
- 西海学園高等学校
- 春日郵便局
- 北地区公民館
- 春日神社
- 国道204号

## 隣の駅
松浦鉄道
■西九州線
快速
通過
普通
泉福寺駅 - 山の田駅 - 北佐世保駅